# Eugen Seybold
Eugen Seybold (* 1880 in Karlsruhe; † 18. Dezember 1943 in München) war ein deutscher Sportfunktionär.

## Leben
Als gebürtiger Karlsruher war Eugen Seybold vor Ort als der Fußball in Deutschland das Laufen lernte. Der Karlsruher FV war einer der ersten Fußballvereine in Deutschland und 1893 Gründungsmitglied der Süddeutschen Fußball-Union, wie auch 1897 Gründungsmitglied des Verbandes Süddeutscher Fußball-Vereine.
Seybold war in frühen Jahren Leiter der 1905 gegründeten Leichtathletikabteilung des Karlsruher FV und am 17. Juni 1906 Leiter des ersten Sportfestes, der sogenannten Internationalen Olympischen Spiele. Dort wirkte seinerzeit auch der KFV Fußballer Max Breunig als Leichtathlet mit beeindruckenden Leistungen.
Seybold ging zuerst von Karlsruhe nach Berlin, von dort nach München und war nach seinem Umzug nach München Herausgeber der Zeitung Fußball, welche von 1911 bis 1951 erschien und vor dem Zweiten Weltkrieg die auflagenstärkste, aller auf den Fußball konzentrierten Zeitungen in Deutschland war. Diese Zeitschrift, die gleichzeitig als Verbandsorgan des DFB fungierte, war eines der ersten beiden Fußballfachblätter, die sich wirtschaftlich trugen und auf Dauer etablieren konnten.
Als Herausgeber trat Seybold beharrlich für die Gründung des Berufspielertums, also einer Profiliga ein. Damit begab er sich auf Kollisionskurs mit dem Verband, da dieser den Amateurfußball idealisierte.
Auch der prominente Pionier des deutschen Fußballs, Gründer des KFV und späterer Herausgeber des Kicker, Walther Bensemann, arbeitete für kurze Zeit bei der Zeitung. Bensemann zog im Sommer 1919 nach München und trat Anfang März 1920 in die Redaktion der Sportzeitung Fußball ein. Schon nach wenigen Wochen stellte sich aber heraus, dass die Zusammenarbeit zwischen Bensemann und Seybold nicht funktionierte, so dass sich deren Wege schon bald wieder trennten. Bensemann gründete daraufhin im Juli 1920 die noch heute bekannte Fachzeitschrift Kicker. Der Fußball blieb aber die auflagenstärkste Fußballzeitung Deutschlands.
Nach einer Anordnung der NS-Papierwirtschaftsstelle der Reichspressekammer durfte das Blatt Kicker ab dem 1. April 1943 nur noch gemeinsam mit der bisherigen Konkurrenz, der Fußball-Zeitschrift des Münchner Verlegers Eugen Seybold, erscheinen. Zugleich wurde der Umfang des Blattes von 12 auf 8 Seiten und die Erscheinungsweise von wöchentlichen auf vierzehntägliche Ausgaben reduziert. Bis ins letzte Erscheinungsjahr 1944 hinein berichtete die Gemeinsame Kriegsausgabe von Kicker – Deutsche Fußballillustrierte & Fußball – Illustrierte Sportzeitung.
Beim FC Wacker arrangierte Seybold den Transfer des größten Wacker-Spielers aller Zeiten – Alfréd Schaffer. Im Mai 1920 kam der erste echte Fußballlegionär Europas nach München. Zuerst erhielt er als ausländischer Vertragsspieler keine Spielgenehmigung des Verbandes, aber nachdem der „Fußball“ eine fingierte Verlobungsanzeige Schaffers mit der (erfundenen) Schwester des Wacker Tormannes Bernstein veröffentlichte, erteilte der Verband die Genehmigung. Schaffer war fortan Spielertrainer des FC Wacker und die entscheidende Figur beim Gewinn der Süddeutschen Meisterschaft 1922.
Von 1932 bis 1938 war Seybold 1. Vorsitzender des FC Wacker München. Er brachte den „Blaustern“ (des SC Monachia) 1932 als Vereinsemblem zurück und auf die Trikots des FC Wacker. Seybold stellte den ihm aus dieser gemeinsamen KFV Zeit schon mehr als 30 Jahre bekannten Max Breunig 1937 als Cheftrainer des FC Wacker ein.
Seybolds übergroßes Verdienst war es, den FC Wacker gegen zeitgenössische politische Kräfte der NSDAP am Leben erhalten zu haben. 1933/34 erfolgte die Gründung der Bayerischen Gauliga, dabei sollte der FC Wacker auf „höheren Befehl“ eine Fusion mit dem DSV München und dem FC Teutonia eingehen. Seybold gelang es jedoch, unnachgiebig und auf die Tradition des Vereins pochend, in zahllosen Schreiben, Telefonaten und einer „Denkschrift“ an den DFB und die Führung des Fußball-Gaues Bayern im DFB, zu verhindern dass der Verein FC Wacker gelöscht wurde, und von einer zuvor angeordneten Fusion mit dem FC Teutonia und dem DSV München verschont blieb und in die Gauliga aufgenommen wurde.
Eugen Seybold verstarb Ende 1943 und nach der Scheidung beider Zeitungen nach Kriegsende wurde die Zeitschrift „Fußball“ zunächst eingestellt, dann neu aufgelegt, aber im Jahre 1951 dennoch endgültig eingestellt.